# リー・ヘイニー
リー・ヘイニー（Lee Haney、1959年11月11日 - ）は、アメリカ合衆国ジョージア州出身の、1970年代末から1990年代初頭に活躍したボディビルダー。

## 来歴
物心ついたころからボディビルダーへの憧れを持っており、取り分けロビー・ロビンソンに憧れていた。12歳の頃にトレーニングと出会い、クリスマスプレゼントにダンベルとウエイトトレーニングの本をもらったことをきっかけに、本格的にトレーニングを始めた。中学校へ入学するとジムに入会してトレーニングを始め、16歳でボディビルデビュー。高校卒業後は奨学金で大学に進学するも、プロボディビルを目指すために最終的に中退。1979年に「Teen Mr. America」という大会に優勝してから3年間は大会に出場せずにトレーニングに専念。1984年に24歳の若さでミスター・オリンピア制覇。この若さでの制覇は当時のギネス世界記録として話題になった。その後、1991年までミスター・オリンピアを8連覇し、同年に人気絶頂の全盛期のまま31歳の若さで引退。1994年にアトランタに移住し、以降慈善家として活動。体育とスポーツに関する大統領会議の議長に任命されたこともある。
現在はアトランタにトレーニングジムを2つ構える経営者でもある。

## 人物
- ボディビルダーとしては3勤1休のウエイトトレーニング、ピラミッド法などを重視し、筋肉にはカットを追求するプロポーション重視の人物でもあった。

- 当時サプリメントが現代よりも充実していなかったため、食事中心の栄養論を持っていた。